# Ceratozetella maxima
Ceratozetella maxima är en kvalsterart som först beskrevs av Berlese 1908.  Ceratozetella maxima ingår i släktet Ceratozetella och familjen Ceratozetidae. Inga underarter finns listade i Catalogue of Life.